# サマーサスピション
サマーサスピション（欧字名: Summer Suspicion、1992年5月27日 - 不明）は、日本の競走馬、日本およびニュージーランドの種牡馬
。主な勝ち鞍に1995年の青葉賞。
馬名は、杉山清貴＆オメガトライブの楽曲「SUMMER SUSPICION」に由来する。

## 現役時代
以下、馬齢は旧表記で表記する。
母が重賞5勝のダイナフェアリーで、父は当時新種牡馬ながらすでにプライムステージが札幌3歳ステークスを制するなど活躍の兆しを見せ始めており、本馬の見栄えのよい馬体もあって緒戦から圧倒的な単勝1番人気に推された。しかし3歳時は2戦して2着、4着に終わった。デビュー戦はのちにNHK杯や七夕賞を制覇するマイネルブリッジにハナ差で敗れており、実力は見せていたものの、腰に不安が出たこともあって休養に入る。
4歳になってダート戦で勝ち上がると、1勝馬ながら青葉賞に出走。6番人気ながら、17番手から直線だけで他馬をごぼう抜きにする勝ち方を見せた。レース後骨折が判明し休養に入ることになったが、青葉賞の勝ち時計2分25秒8は、タヤスツヨシの東京優駿（日本ダービー）の勝ちタイムより1.5秒早いものであったため、「幻のダービー馬」と呼ばれることもある。
復帰後は体質の弱さもあって4戦して未勝利に終わったが、大阪杯でタイキブリザードの5着に入っている。

## 競走成績
以下の内容はnetkeiba.comの情報に基づく。
| 競走日     | 競馬場 | 競走名       | 格   | 距離（馬場）  | 頭 数 | 枠 番 | 馬 番 | オッズ （人気） | 着順 | タイム （上り3F） | 着差 | 騎手        | 斤量 [kg] | 1着馬（2着馬）     | 馬体重 [kg] |
| ---------- | ------ | ------------ | ---- | ------------- | ----- | ----- | ----- | --------------- | ---- | ----------------- | ---- | ----------- | --------- | ------------------ | ----------- |
| 1994.11.06 | 東京   | 3歳新馬      |      | 芝1800m（良） | 12    | 1     | 1     | 001.40（1人）   | 02着 | R1:50.3（35.9）   | -0.0 | 0田中勝春   | 54        | マイネルブリッジ   | 488         |
| 0000.11.26 | 東京   | 3歳新馬      |      | 芝1800m（良） | 10    | 5     | 5     | 001.40（1人）   | 04着 | R1:50.8（36.0）   | -0.9 | 0田中勝春   | 54        | ルイジアナボーイ   | 488         |
| 1995.03.26 | 中山   | 4歳未勝利    |      | ダ1800m（不） | 16    | 6     | 11    | 002.50（1人）   | 01着 | R1:57.4（40.8）   | -1.5 | 0M.ロバーツ | 55        | （ユーワキング）   | 490         |
| 0000.04.08 | 中山   | 4歳500万下   |      | ダ1800m（稍） | 16    | 3     | 5     | 001.90（1人）   | 03着 | R1:53.6（39.3）   | -0.1 | 0M.ロバーツ | 55        | ジョウテンリベロ   | 486         |
| 0000.04.29 | 東京   | 青葉賞       | GIII | 芝2400m（良） | 18    | 1     | 2     | 011.90（6人）   | 01着 | R2:25.8（35.3）   | -0.2 | 0田中勝春   | 56        | （シグナルライト） | 484         |
| 0000.10.15 | 京都   | 京都新聞杯   | GII  | 芝2200m（良） | 15    | 2     | 3     | 017.00（8人）   | 14着 | R2:13.5（35.9）   | -2.1 | 0田中勝春   | 57        | ナリタキングオー   | 482         |
| 0000.11.05 | 京都   | 菊花賞       | GI   | 芝3000m（良） | 18    | 8     | 18    | 025.9（12人）   | 16着 | R3:07.8（38.5）   | -3.4 | 0田中勝春   | 57        | マヤノトップガン   | 488         |
| 1996.03.31 | 阪神   | 産経大阪杯   | GII  | 芝2000m（稍） | 12    | 6     | 8     | 012.90（5人）   | 05着 | R2:01.0（34.7）   | -0.3 | 0田中勝春   | 56        | タイキブリザード   | 490         |
| 0000.04.21 | 京都   | 天皇賞（春） | GI   | 芝3200m（良） | 16    | 4     | 8     | 055.80（8人）   | 14着 | R3:20.6（37.2）   | -2.8 | 0田中勝春   | 56        | サクラローレル     | 492         |

## 種牡馬入り後
サンデーサイレンスの血が求められていたことや、すでに全弟のローゼンカバリーが活躍していたこともあって、1996年の天皇賞（春）で14着に敗れたあと、急遽その年から種牡馬となり種付けを始めた。初年度産駒からジャンプ重賞を2勝したアイディンサマーを出したが、平地ではこれといった活躍馬を出すことができなかった。
2001年8月11日付けでスキーキャプテンと共にニュージーランドへ輸出されているが、その後の動向は不明である。

### 主な産駒
- アイディンサマー（1997年産 京都ハイジャンプ、阪神ジャンプステークス）
- ホンドグランプリ（1998年産 奥利根特別）
- ワイエスジュリアン（2000年産 黒潮皐月賞、高知優駿）
- ダイスプリンター（2001年産 雷電賞、高崎二歳優駿、エメラルドカップ）

## 血統表
| サマーサスピションの血統                                   | サマーサスピションの血統                                | サマーサスピションの血統               | （血統表の出典）                       | （血統表の出典） |
| 父系                                                       | サンデーサイレンス系                                    | サンデーサイレンス系                   | サンデーサイレンス系                   | [ § 2 ]          |
| 父 *サンデーサイレンス Sunday Silence 1986 青鹿毛 アメリカ | 父の父Halo 1969 黒鹿毛 アメリカ                         | Hail to Reason                         | Turn-to                                | Turn-to          |
| 父 *サンデーサイレンス Sunday Silence 1986 青鹿毛 アメリカ | 父の父Halo 1969 黒鹿毛 アメリカ                         | Hail to Reason                         | Nothirdchance                          |                  |
| 父 *サンデーサイレンス Sunday Silence 1986 青鹿毛 アメリカ | 父の父Halo 1969 黒鹿毛 アメリカ                         | Cosmah                                 | Cosmic Bomb                            | Cosmic Bomb      |
| 父 *サンデーサイレンス Sunday Silence 1986 青鹿毛 アメリカ | 父の父Halo 1969 黒鹿毛 アメリカ                         | Cosmah                                 | Almahmoud                              |                  |
| 父 *サンデーサイレンス Sunday Silence 1986 青鹿毛 アメリカ | 父の母Wishing Well 1975 鹿毛 アメリカ                   | Understanding                          | Promised Land                          | Promised Land    |
| 父 *サンデーサイレンス Sunday Silence 1986 青鹿毛 アメリカ | 父の母Wishing Well 1975 鹿毛 アメリカ                   | Understanding                          | Pretty Ways                            |                  |
| 父 *サンデーサイレンス Sunday Silence 1986 青鹿毛 アメリカ | 父の母Wishing Well 1975 鹿毛 アメリカ                   | Mountain Flower                        | Montparnasse                           | Montparnasse     |
| 父 *サンデーサイレンス Sunday Silence 1986 青鹿毛 アメリカ | 父の母Wishing Well 1975 鹿毛 アメリカ                   | Mountain Flower                        | Edelweiss                              |                  |
| 母 ダイナフェアリー 1983 鹿毛 日本                         | 母の父*ノーザンテースト Northern Taste 1971 栗毛 カナダ | Northern Dancer                        | Nearctic                               | Nearctic         |
| 母 ダイナフェアリー 1983 鹿毛 日本                         | 母の父*ノーザンテースト Northern Taste 1971 栗毛 カナダ | Northern Dancer                        | Natalma                                |                  |
| 母 ダイナフェアリー 1983 鹿毛 日本                         | 母の父*ノーザンテースト Northern Taste 1971 栗毛 カナダ | Lady Victoria                          | Victoria Park                          | Victoria Park    |
| 母 ダイナフェアリー 1983 鹿毛 日本                         | 母の父*ノーザンテースト Northern Taste 1971 栗毛 カナダ | Lady Victoria                          | Lady Angela                            |                  |
| 母 ダイナフェアリー 1983 鹿毛 日本                         | 母の母ファンシーダイナ 1978 鹿毛 日本                   | *シーホーク Sea Hawk                   | Herbager                               | Herbager         |
| 母 ダイナフェアリー 1983 鹿毛 日本                         | 母の母ファンシーダイナ 1978 鹿毛 日本                   | *シーホーク Sea Hawk                   | Sea Nymph                              |                  |
| 母 ダイナフェアリー 1983 鹿毛 日本                         | 母の母ファンシーダイナ 1978 鹿毛 日本                   | *ファンシミン Fancimine                | Determine                              | Determine        |
| 母 ダイナフェアリー 1983 鹿毛 日本                         | 母の母ファンシーダイナ 1978 鹿毛 日本                   | *ファンシミン Fancimine                | Fanciful Miss                          |                  |
| 母系(F-No.)                                                | ファンシミン系(FN:9-f)                                  | ファンシミン系(FN:9-f)                 | ファンシミン系(FN:9-f)                 | [ § 3 ]          |
| 5代内の近親交配                                            | Almahmoud 4×5、Lady Angela 5･4（母内）                  | Almahmoud 4×5、Lady Angela 5･4（母内） | Almahmoud 4×5、Lady Angela 5･4（母内） | [ § 4 ]          |
| 出典                                                       | 1. 2. 3. 4.                                             | 1. 2. 3. 4.                            | 1. 2. 3. 4.                            | 1. 2. 3. 4.      |

### 主な近親
- ダイナフェアリー（母-京成杯、牝馬東京タイムズ杯、エプソムカップ、新潟記念、オールカマー）
- ローゼンカバリー（全弟-セントライト記念、アメリカジョッキークラブカップ、日経賞、目黒記念）
- タヤスメドウ（従弟-新潟大賞典）

その他近親は、ファンシミン#主要なファミリーラインを参照。